# Комунистичка партија Грчке
Комунистичка партија Грчке (грч. Κομμουνιστικό Κόμμα Ελλάδας, KKE) је политичка партија која делује на политичкој сцени Грчке.

## Историјат
Комунистичка партија Грчке основана је 17. новембра (4. новембра, по Јулијанском календару) 1918. године, под именом Социјалистичка радничка партија Грчке. Партију је основао Аврам Бенароја, јеврејски учитељ и вођа Социјалистичке радничке федерације у Солуну. Партију је водио петерочлани Централни комитет.
На Другом конгресу априла 1920, чланови партије одлучили су ступити у чланство Коминтерне, па су партији променили име у Социјалистичка радничка партија Грчке-комунистичка. На Трећем ванредном конгресу новембра 1924, партија је коначно преименована у Комунистичку партију Грчке.
Током 1920-их и 1930-их, КП Грчке је подупирала став Коминтерне да се север Грчке треба припојити уједињеној Македонској држави. Године 1945, КПГ је напустила ово стајалиште, али након избијања грађанског рата, партија се због великог броја Македонаца у редовима ЕЛАС-а залагала за заједничку државу у којој би Грци и Македонци били равноправни народи.

### Међуратно раздобље
КП Грчке противила се рату између Грчке и Турске (1919—1922), држећи га империјалистичким. Партија је у међунатном раздобљу играла велику улогу у организовању штрајкова, антиратних демонстрација и оснивању синдиката. Као одговор на Стаљинову антифашистичку политику формирања Народних фронтова, КПГ је такође формирала Народни фронт у Грчкој.
Профашистички диктатор Јоанис Метаксас забранио је легално деловање КП Грчке 1936. године. Многи чланови КПГ су били ухапшени и служили робију на изолованим егејским острвима. У време Шпанског грађанског рата, око 440 Грка борило се у Интернационалним бригадама.

### Други светски рат
До 1940. године, Метаксасова диктатура увелико је ослабила партију. До октобра, око 2.000 чланова партије служило је робију. Велики број затворених комуниста био је стрељан као одговор на партизански рат ЕЛАС-а од 1941. до 1944. године. У међувремену су нацисти заробили Никоса Захаријадиса, секретара КПГ, и затворили га у логор Дахау. Дана 6. априла 1941, немачке снаге су напале Грчку и 27. априла ушле у Атину. На дан напада Немачке на Совјетски Савез 1941, КПГ је позвала народ у оружану борбу против окупатора. Након пада Крита, грчка влада је побегла у Египат. Велик број официра из Грчке војске тада се придружио грчким партизанима у борби против фашизма.
Дана 27. новембра 1941, грчки комунисти су са још пет левичарских партија основали Народноослободилачки фронт (ЕАМ) у Атини. Дана 16. фебруара 1942, основана је и Грчка народноослободилачка војска (ЕЛАС). До 1943, ЕЛАС је бројао око 50.000 бораца. До краја рата у 1944, КП Грчке имала је око 200.000 чланова. Захаријадис је пуштен из логора Дахау 1945, након чега је поново постао секретар КПГ.

### Грчки грађански рат
Након краја немачке окупације Грчке 1944, почели су да се дешавају инциденти између грчке владе и британских савезника на једној, и ЕАМ-а на другој страни. Десничарске организације, подстицане грчком владом, организовале су убиства и прогоне грчких комуниста, силовали између 200 и 500 њихових жена и палиле им куће. Веће групе комуниста су због тога поново побегли у планине и организовали напад на полицијске станице. До средине 1946, КП грчке напустила је неутралан став и придружила се борцима ЕЛАС-а. Дана 26. октобра 1946, борци КПГ напали су полицијску станицу Литохороу и након тога основали Демократску армију Грчке. Армију су помагале СССР, НР Бугарска, ФНР Југославија и НР Албанија.
Децембра 1947, КПГ и њени савезници основали су Прелазну демократску владу, чији је вођа био Маркос Вафијадис. Након овога, КПГ је у Грчкој званично постала илегална партија. Дана 27. августа 1949. године, грађански рат је завршио.

### Послератно раздобље
После грађанског рата 1949, КП Грчке била је забрањена, а већина њених вођа напустили су Грчку. Велик број комуниста био је прогањан или ухапшен. Истакнутији комунисти били су смакнути. Године 1955, било је 4.498 политичких затвореника, а 1962. њих 1.359.
Дана 21. априла 1967, скупина високих официра извршила је државни удар у Грчкој под изговором да заштити државу од „комунистичке претње“. Тиме је успостављен тзв. Режим пуковника, под којим је било забрањено деловање свих политичких странака. После инвазије Варшавског пакта на Чехословачку 1968, један део комуниста се отцепио из КПГ и основао партију под именом Комунистичка партија Грчке (унутрашња). Упркос томе, КПГ је наставила да илегално делује током владавине Режима пуковника.
Након пада официрске диктаутре 1974. године, премијер Константин Караманлис допустио је легално деловање Комунистичкој партији Грчке. На изборима одржаним 1974, КПГ је у колаицији са КПГ (унутрашња) и ЕДА-ом освојила 3,36% гласова. Године 1988, КПГ је са Грчком левицом и осталих неколико левих партија формирала коалицију, која је на изборима 1989. освојила 13,1% гласова. Године 1991, КПГ се повукла из коалиције.
КП Грчке до данданас игра значајну улогу у подупирању организованог радничког покрета у држави. Од свог Осамнаестог конгреса одржаног 2009. године, партија је одлучила потребним да свој марксистичко-лењинистички програм прилагоди 21. веку. КПГ има посланике у Грчком парлеманту, на локалном нивоу и у Европском парламенту.

## Лидери партије
- Николаос Димитратос (новембар 1918 — ?)
- Јанис Кордатос (фебруар 1922 — ?)
- Николаос Саргологос (новембар 1922 — ?)
- Томас Апостолидис (септембар 1923 — ?)
- Панделис Пулиопулос (децембар 1924 — ?)
- Елефтериос Ставридис (1924 — 1926)
- Пастијас Џацопулос (септембар 1926 — ?)
- Андроникос Хаитас (март 1927 — ?)
- Никос Захаријадис (1931 — 1936)
- Андреас Ципас (јул 1941 — септембар 1941)
- Георгиос Сиантос (јануар 1942 — 1945)
- Никос Захаријадис (1945 — 1956)
- Апостолос Грозос (1956)
- Константинос Колигијанис (1956 — 1972)
- Харилаос Флоракис (1972 — 1989)
- Григорис Фаракос (1989 — 1991)
- Алека Папарига (1991 — 2013)
- Димитрис Куцумбас (2013 — )